# Jean-Paul Cook
Pour les articles homonymes, voir Cook.
Jean-Paul Cook (19 juillet 1927-29 juin 2005) est un décorateur, marchand et homme politique fédéral du Québec.

## Biographie
Né à Québec, il devient député du Crédit social dans la circonscription de Montmagny—L'Islet en 1962 en délogeant le député sortant, le progressiste-conservateur Louis Fortin. Il est défait par le libéral Jean Berger en 1963.